# Хамерфест
Ха̀мерфест (на норвежки: Hammerfest) е град и община в Северна Норвегия. Разположен е на остров Квальоя на Норвежко море, фюлке Финмарк на около 1350 km северно от столицата Осло. Статут на община получава на 1 януари 1838 г. Има летище и пристанище. Производство на пушена и осолена риба, гагов пух, рибено масло, износ на лисичи и еленски кожи. Население на града и общината 9508 жители според данни от преброяването към 1 юли 2008 г.
От 16 май до 27 юли има бяла нощ, а от 21 ноември до 21 януари слънцето не изгрява.

## Побратимени градове
- Анкоридж, Аляска, САЩ
- Икаст, Дания
- Питърсбърг, Аляска, САЩ
- Торнио, Финландия
- Трелебори, Швеция
- Ушуая, Аржентина